# 瓦兹河畔梅里
瓦兹河畔梅里（法語：Méry-sur-Oise，法語發音：[meʁi syʁ waz] ⓘ）是法国法兰西岛大区瓦兹河谷省的一个市镇，属于蓬图瓦兹区。

## 地理
瓦兹河畔梅里（49°3'49"N, 2°11'11"E）面积11.17 平方千米，位于法国法蘭西島大區瓦兹河谷省，该省份为法国北部内陆省份，北起瓦兹省，西接厄尔省，南至塞纳-圣但尼省、上塞纳省和伊夫林省，东临塞纳-马恩省。
与瓦兹河畔梅里接壤的市镇（或旧市镇、城区）包括：瓦兹河畔欧韦尔、贝桑库尔、弗雷皮永、梅列勒、皮埃尔莱、圣旺洛莫讷、维利耶亚当。

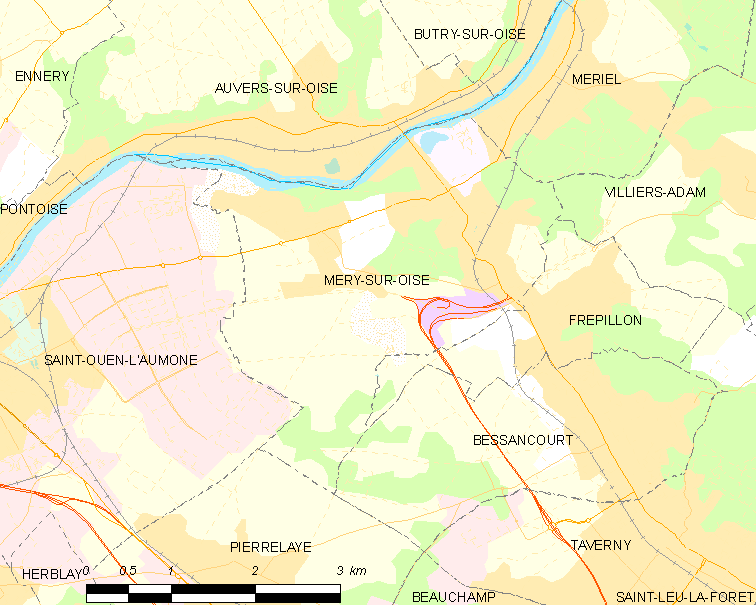
瓦兹河畔梅里的OSM定位图

瓦兹河畔梅里的时区为UTC+01:00、UTC+02:00（夏令时）。

## 行政
瓦兹河畔梅里的邮政编码为95540，INSEE市镇编码为95394。

## 政治
瓦兹河畔梅里所属的省级选区为圣旺洛莫讷县。

## 人口

1962-2008年间瓦兹河畔梅里人口变化图示

瓦兹河畔梅里于2022年1月1日时的人口数量为10015人。